# 朱文安

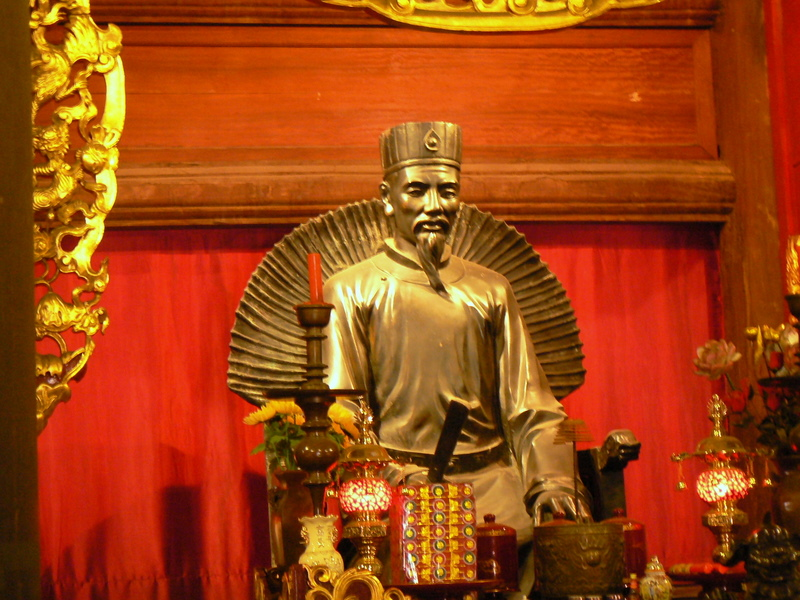
河內文廟內的朱文安像

朱文安（越南语：／，1292年—1370年），又作朱安，字靈徹（越南语：／），號樵隱先生，越南陳朝時著名的儒學家、教育家、醫學家。原籍清潭縣光烈社文村（今屬河內市青池縣清烈社）。其一生從事儒學思想的教育與傳播。他的學生有陳朝大臣、著名儒生范師孟、黎適等。

## 生平
朱文安曾于陳明宗開泰年間（1324年－1329年）至陳裕宗时期任國子監司業，授太子經，前后凡四十余年。陳裕宗在位期間（1341年－1369年）朝政日益腐敗，皇帝沉湎声色，朱文安奏諫，未被接受，乃上《七斬疏》，請斬七名佞臣，又未被接受，遂退隱至靈縣愛傑社鳳凰山（今屬海阳省至靈市），隐居授徒。此後，惟有朝廷舉行大典禮時，朱文安才前往參加。紹慶元年（1370年），陳藝宗繼位後，朱文安前往慶賀，但仍不願為官，慶賀結束後便回。同年（1370年）十一月，朱文安去世，陳藝宗賜諡「文貞」（越南语：／），并从祀文庙，開越南大儒從祀文廟先河。

## 著述
他通经博史，学业精深，為人清直嚴毅、凜然可畏，在越南历史上甚有影响，被尊为「朱圣人」、「越南儒學的泰斗」。著有：
- 《四書說約》（10卷）
- 《樵隱詩集》（1卷）
- 《國語詩集》（1卷）
- 《醫學要解集注》（亦稱為《醫學要解》）

而其作品現今大多失傳。從現存的《越音詩集》、《摘演詩集》、《全越詩錄》、《皇越詩選》及《鳳山寺志略》等文獻中搜集到他的12首詩，皆為隱居時的作品。

## 哲學思想
《越史總論》將其學術思想概括為“窮理、正心、除邪、拒嬖”，他對越南儒家思想的傳播作出了貢獻。

## 詩文
|  | 鱉池 水月橋邉弄夕暉 荷花苛葉靜相依 魚浮古沼龍何在 雲滿空山鶴不歸 老桂隨風香石路 嫩苔著水沒松扉 寸心殊未如灰土 聞說先皇淚暗揮 |

## 腳註
1. ↑  范廷琥、阮案《桑滄偶錄·朱文貞公》：“陳朝朱文貞公文安，字靈徹，號樵隱先生”。